# Chandelier
A Chandelier Sia ausztrál énekes-dalszerző dala a hatodik, 1000 Forms of Fear (2014) című stúdióalbumáról. A Sia és Jesse Shatkin által írt, valamint Shatkin és Greg Kurstin által készített dal 2014. március 17-én jelent meg az album első kislemezeként. A dal egy elektropop dal, melyben elektronikus, R&B és reggae hatások is felfedezhetőek. Dalszövegét egy olyan nő inspirálta, aki kétségbeesésből az alkoholizmusba menekül; ezenfelül a dal a mámorral járó felszabadultság és elhagyatottság múló érzéseiről, valamint a függőséget, az alkoholizmust és a hedonista mértéktelenséget kísérő fájdalomról, bűntudatról és ürességről szól.
A kislemez a kritikusok körében nagy sikert aratott, és 20 országban, köztük Franciaországban, Olaszországban, Lengyelországban, Norvégiában, Ausztráliában és Új-Zélandon a Top 5-be került a slágerlistákon. Az Egyesült Államokban a Chandelier a Billboard Hot 100-as listáján a nyolcadik helyen végzett, ezzel Sia első olyan kislemeze lett, amely önálló előadóként felkerült a Hot 100-as listára, és több mint 2 millió példányban kelt el az országban. A dal négy Grammy-jelölést kapott Az év dala, Az év felvétele, A legjobb szóló popénekes teljesítmény és A legjobb videóklip kategóriákban.
A dalhoz készült videóklip, amelyet Sia és Daniel Askill rendezett, és Ryan Heffington koreografált, Maddie Ziegler amerikai táncosnő közreműködésével készült. Megjelenése óta a YouTube-on már több mint 2,5 milliárdszor tekintették meg. A kislemez és az 1000 Forms of Fear népszerűsítése érdekében Sia – gyakran Zieglerrel együtt – számos amerikai televíziós műsorban adta elő a Chandeliert, többek között a The Ellen DeGeneres Show-ban, a Late Night with Seth Meyers, a Jimmy Kimmel Live! és a Saturday Night Live című műsorokban, a Dancing With the Starsban, valamint az 57. Grammy-díjátadón.

## Háttér
2010-ben Sia kiadta ötödik stúdióalbumát We Are Born címmel, amely az ausztrál albumlistán a második helyen végzett. A megjelenést követően Sia szünetet tartott a fellépésekkel, és más előadóknak, köztük Beyoncé, Rihanna, Christina Aguilera, Flo Rida és David Guetta számára írt dalokat. 2013-ban Sia felvette az Elastic Heart című számot Az éhezők viadalaː Futótűz soundtrackjéhez.
2014 májusában Sia bejelentette hatodik stúdióalbumát, az 1000 Forms of Fear-t, és megjelentette a Chandelier című dalt, mint első kislemezt. Sia elárulta, hogy eredetileg Rihanna vagy Beyoncé számára írta a számot, de úgy döntött, hogy ő maga veszi fel a dalt. A dallam és az akkordok egy stúdióban tartott jam sessiont követően alakultak ki, amelyen Sia zongorázott és Jesse Shatkin marimbán játszott. Az Egyesült Államokban a Chandelier 2014. március 17-én jelent meg digitális letöltésre az iTunes áruházakban a Monkey Puzzle gondozásában, az RCA Records forgalmazásában. Az Egyesült Királyságban a Chandelier 2014. június 29-én jelent meg digitálisan. Egy nappal később az RCA Records elküldte az amerikai hot adult contemporary rádiók játszási listáira.

## Kompozíció
A Chandeliert Sia és Shatkin írta, a producerek pedig Kurstin és Shatkin voltak. Úgy jellemezték, mint egy elektropop balladát, amely „zengő” szintetizátorokat, „harcias” dobokat, és hiphop ütemeket tartalmaz, elektronikus zene, R&B, és reggae hatásokkal. A dalban Sia „lehengerlő” vokális teljesítményt nyújt. A dal B♭ moll hangnemben íródott, és a verzékben a Bbm–Gbmaj7–Ab–Fm, az előkórusban a Gbmaj7–Bbm-Ab, a refrénben pedig a Gbmaj7–Ab–Db/F–Gbmaj7 akkordmenetet követ. Az akusztikus változatot g-mollban rögzítették. A dal percenkénti üteme 90.
Dalszövegében a Chandelier egy szomorú témát dolgoz fel, ami „egy bulizós lány életének csillogásáról és fáradalmairól” szól. John Walker az MTV Buzzworthy-tól úgy vélekedett, hogy a dalnak sötét témája van, „az ünneplés és az önpusztítás közötti határvonal egyre inkább elmosódik.” A dal nyitószövege: „A bulizós lányok nem sérülékenyek / Nem éreznek semmit / Elnyomom magamban..”, miközben a háttérben egy reggae-hatású kompozíció szól. Walker megjegyezte, hogy a refrén alatt Sia ezt énekli: „A csillárról fogok lógni / a csillárról / Úgy fogok élni, mintha nem lenne holnap / Mintha nem lenne”. Néhány kritikus, köztük Jeremy Gordon a Pitchfork Media-tól, és Melinda Newman a HitFix-től, a dal zenei stílusát Rihanna munkáihoz hasonlította.

## A kritikusok értékelései
A Chandelier a kritikusok körében nagy sikert aratott. Andrew Trendall a Gigwise-tól azt írta, hogy a dallal „Sia egy színfalak mögötti zseniből egy saját jogú szupersztárrá vált”. Gordon a Pitchforktól dicsérte Sia vokális teljesítményét, és megjegyezte, hogy a szám „elég ahhoz, hogy egy csillárról akarj lógni”. Bradley Stern a MuuMuse weboldalról a Chandeliert a 2014-es év legjobb pop kislemezének nevezte, dicsérve Sia dalszerzői munkásságát és hangját a dalban. A VH1 cikkében Emily Exton egyetértett ezzel a gondolattal, és úgy vélte, hogy ez a legjobb dal, amit Sia valaha írt. Jamieson Cox a Time magazinnak írva a Chandelier-t „lefegyverző, felejthetetlen hallgatásnak tartotta, és örvendetes, hogy Sia ezt megtartotta magának.” Maura Johnston a Spin-től azt írta: „A Chandelier, az 1000 Forms of Fear nyitódala a Diamonds-hoz hasonló dübörgő ütemmel rendelkezik, de ami még fontosabb, Furler hangja minden egyes szótag körül fodrozódik, így néhány dalszöveg szinte felismerhetetlenné válik diszkrét szavakként”. Egy kevésbé lelkes kritikában Melinda Newman a HitFix-től úgy vélte, hogy Sia „ennél sokkal jobbat is tud”. Hugh Montgomery a The Independenttől megjegyezte a dal „átmenetét a reggae verzékből a zokogóan melodramatikus, szélgéphez méltó refrénbe”.
A Billboard a Chandeliert 2014 legjobb dalának választotta. A dal négy Grammy-jelölést kapott Az év dala, Az év felvétele, A legjobb szóló popénekes teljesítmény és A legjobb videóklip kategóriákban.

### Év végi sikerlisták
| Kiadvány             | Elismerés                         | Helyezés | For.   |
| -------------------- | --------------------------------- | -------- | ------ |
| Consequence of Sound | A 2014-es év 50 legjobb dala      | 5        | [ 28 ] |
| Rolling Stone        | A 2014-es év 50 legjobb dala      | 15       | [ 29 ] |
| Complex              | A 2014-es év 50 legjobb dala      | 31       | [ 30 ] |
| Spin                 | A 2014-es év 101 legjobb dala     | 8        | [ 31 ] |
| Wondering Sound      | A 2014-es év 75 legjobb dala      | 74       | [ 32 ] |
| Time Out             | A 2014-es év 50 legjobb dala      | 19       | [ 33 ] |
| Slant Magazine       | A 2014-es év 25 legjobb kislemeze | 14       | [ 34 ] |
| Pazz & Jop           | Az év kislemeze 2014-ben          | 7        | [ 35 ] |

## Kereskedelmi teljesítmény
Az Egyesült Államokban a Chandelier a 75. helyen debütált a 2014. május 31-i US Billboard Hot 100 listán. A dal a nyolcadik helyig emelkedett a listán, ezzel Sia első Top 10-es kislemeze lett, amellyel önálló előadóként szerepelt a listán. A dal 2014 augusztusában elérte az egymillió eladott példányszámot az Egyesült Államokban, 2015 januárjában pedig átlépte a 2 milliós eladási számot.  dal a kanadai Canadian Hot 100-as lista hatodik helyét érte el. 2014 júniusában a Music Canada platinalemezzé minősítette a kislemezt. A Chandelier sikeres volt Óceániában és Európában is, és 20 nemzeti slágerlistán is az első ötben szerepelt, többek között Franciaországban, és Lengyelországban (első hely); Ausztráliában, Olaszországban és Norvégiában (második hely); Új-Zélandon és Szlovákiában (harmadik hely); valamint Norvégiában és Skóciában (ötödik hely). A kislemez négyszeres platina minősítést kapott az Australian Recording Industry Association (ARIA), és platina minősítést a Recorded Music NZ (RMNZ) által. Az Egyesült Királyságban a Chandelier a hatodik helyig jutott a brit kislemezlistán. Franciaországban a kislemez a Syndicat National de l'Édition Phonographique szerint 2014 harmadik legkelendőbb kislemeze volt.

## Videóklip
A Chandelier videóklipje 2014. május 6-án jelent meg, az akkor 11 éves Maddie Ziegler táncosnő közreműködésével. A videóban Ziegler egy középhosszú szőke parókát visel, amely megegyezik azzal, amelyet Sia az album népszerűsítéséhez használt. A videó során Ziegler egy elhagyatott, koszos lakásban ad elő egy interpretációs táncot, „miközben pörög, rugdos, ugrál, kúszik, esik, pörög és az ablakfüggönyök mögé bújik”. A klip alternatív, egyfelvételes változata 2014 júniusában jelent meg. Sia látta Zieglert a Dance Moms című műsorban, és a Twitteren keresztül kérte fel, hogy szerepeljen a videóban. A klipet Sia és Daniel Askill rendezte, az operatőr Sebastian Winterø, a koreográfiát pedig Ryan Heffington készítette. Ziegler a New York magazinnal osztotta meg gondolatait a koreográfiáról:
Tetszik az egész tánc. Nagyon más és furcsa volt számomra, mert általában nem szoktam, tudod, állandóan őrült lenni. Annyira jó volt csinálni, és nagyon szokatlan volt, és nagyon felszabadított, mert én a versenytáncokhoz vagyok szokva, ahol azt mondják, hogy „mutasd a lábad!”. De ezúttal olyan volt, hogy csak el kell engedned magad és érezned kell.
A koreográfiát a média is dicsérte; a The Guardian egyik szerkesztője azt írta, hogy Ziegler „lenyűgöző rugalmassággal táncol”. Nolan Feenay a Time magazintól úgy kommentálta, hogy a videóban látható táncmozdulatok 2014 legjobb táncmozdulata lehet.
A Chandelier a 2014-es ARIA Music Awards-on elnyerte A legjobb videónak járó ARIA-díjat. A Chandelier jelölést kapott az MTV Video Music Awards-on Az év videója és A legjobb koreográfia kategóriában, és végül az utóbbit meg is nyerte. Emellett jelölték a 2015-ös Grammy-díjra is A legjobb videóklip kategóriában. A videó rendkívül népszerűvé vált a YouTube-on, és a hetedik legnézettebb videó lett a videómegosztó weboldalon 2014-ben. 2022 májusáig több mint 2,5 milliárd megtekintést ért el, és egykor minden idők 13. legnézettebb YouTube-videója volt. Azóta lekerült minden idők 40 legnézettebb YouTube-videója közé. 2015 januárjában a Billboard a 12. helyre sorolta a videót a 2010-es évek (eddigi) 20 legjobbjainak listáján. A Rolling Stone magazin és a Spin magazin is a 2014-es év legjobb zenei videójának nevezte. A VH1 az első helyre sorolta a 2014-es év „legmeghatározóbb” videói között. 2016-ban a Rock and Roll Hall of Fame „Right Here, Right Now” című kiállításán több, a Chandelier-videóhoz kapcsolódó tárgyat is bemutattak. A Billboard 2018-ban a videót a 21. század 18. legjobb zenei videójaként rangsorolta.

## Élő előadások
Sia 2014. május 19-én a The Ellen DeGeneres Show-ban adta elő a Chandelier című dalt, Ziegler pedig a klip koreográfiáját adta elő. Sia 2014. június 9-én a Late Night with Seth Meyers című műsorban is előadta a dalt, a Csajok sztárja, Lena Dunham pedig új koreográfiát mutatott be. 2014 júliusában Sia előadta a dalt a Jimmy Kimmel Live! című műsorban, és Ziegler megtanított a műsorvezetőnek, Jimmy Kimmelnek és segítőjének, Guillermónak néhány tánclépést a klipből. 2014 júliusában Sia előadta a dalt a VH1 SoundClash című műsorában, az Elastic Heart és a Big Girls Cry című dalokkal együtt az albumról.. Sia énekelte a dalt a Dancing with the Starsban, ahol Ziegler párban táncolt Allison Holkerrel, majd előadta a dalt a 2014-es We Can Survive koncerten a Hollywood Bowlban. 2015 februárjában Sia egy zsúfolt lakásdíszletben énekelte el a dalt a 2015-ös Grammy-díjátadón, Ziegler pedig Kristen Wiig színésznővel táncolt. Mindegyik fellépés alkalmával Sia a kamerának háttal énekelte a számot. A Saturday Night Live-ban 2015 januárjában szintén arcát takarva lépett fel egy szomorú kinézetű pantomimmal, aki az énekesnő mellett jelnyelven adta elő a szöveget.

## A kislemez dalai
Digitális letöltés
1. Chandelier – 3:36

Digitális letöltés – Remixes EP
1. Chandelier (Four Tet Remix) – 4:31
2. Chandelier (Plastic Plates Remix) – 4:27
3. Chandelier (Cutmore Club Remix) – 5:08
4. Chandelier (Hector Fonseca Remix) – 6:27
5. Chandelier (Liam Keegan Remix) – 5:16
6. Chandelier (Dev Hynes Remix) – 3:44

## Közreműködők
Az 1000 Forms of Fear albumfüzete alapján.
Felvételi helyszínek
- Vokálok: Hot Closet Studios, Los Angeles, Kalifornia
- Hangmérnöki munka: Echo Studios, Los Angeles, Kalifornia
- Hangkeverés: Larrabee Sound Studios, North Hollywood, Kalifornia

Munkatársak
- Dalszerző, vokálok – Sia Furler
- Dalszerző – Jesse Shatkin
- Producer – Greg Kurstin, Jesse Shatkin
- Dobok, gitár, mellotron, zongora – Greg Kurstin
- Dobok, billentyűs hangszerek – Jesse Shatkin
- Programozás – Jesse Shatkin
- Hangmérnök – Greg Kurstin, Jesse Shatkin
- Kiegészítő mérnöki munka – Alex Pasco, Delbert Bowers
- Hangkeverés – Manny Marroquin
- Keverési asszisztens – Chris Galland, Delbert Bowers

## Helyezések
| Lista (2014–17)                         | Legjobb helyezés |
| --------------------------------------- | ---------------- |
| Ausztrália (ARIA)                       | 2                |
| Ausztria (Ö3 Austria Top 40)            | 2                |
| Belgium (Ultratop 50 Flanders)          | 8                |
| Belgium (Ultratop 50 Wallonia)          | 2                |
| Kanada (Canadian Hot 100)               | 6                |
| Csehország (Rádio Top 100)              | 10               |
| Csehország (Singles Digitál Top 100)    | 2                |
| Dánia (Tracklisten Top 40)              | 6                |
| Finnország (Singlet Top 20)             | 5                |
| Franciaország (Single Top 100)          | 1                |
| Németország (Media Control Charts)      | 10               |
| Görögország Digitális dalok (Billboard) | 1                |
| Magyarország (Single Top 40)            | 2                |
| Izland (RÚV)                            | 6                |
| Írország (IRMA)                         | 5                |
| Izrael (Media Forest)                   | 1                |
| Olaszország (FIMI)                      | 2                |
| Japán (Billboard Japan Hot 100)         | 39               |
| Libanon (Lebanese Top 20)               | 3                |
| Mexico Airplay (Billboard)              | 6                |
| Hollandia (Top 40)                      | 38               |
| Hollandia (Single Top 100)              | 27               |
| Új-Zéland (Recorded Music NZ)           | 3                |
| Norvégia (VG-lista)                     | 4                |
| Lengyelország (Polish Airplay Top 20)   | 1                |
| Románia (Airplay 100)                   | 8                |
| Skócia (Scottish Singles Top 40)        | 4                |
| Szlovákia (Rádio Top 100)               | 17               |
| Szlovákia (Singles Digitál Top 100)     | 3                |
| Dél-Korea (Gaon)                        | 67               |
| Spanyolország (PROMUSICAE)              | 3                |
| Svédország (Sverigetopplistan)          | 5                |
| Svájc (Schweizer Hitparade)             | 2                |
| Egyesült Királyság (UK Singles Chart)   | 6                |
| US Billboard Hot 100                    | 8                |
| US Adult Contemporary (Billboard)       | 17               |
| US Adult Top 40 (Billboard)             | 10               |
| US Hot Dance Club Songs (Billboard)     | 1                |
| US Mainstream Top 40 (Billboard)        | 11               |
| US Rhythmic (Billboard)                 | 37               |

| Lista (2010–2019)                    | Helyezés |
| ------------------------------------ | -------- |
| Ausztrália (ARIA)                    | 42       |
| Ausztrál előadók kislemezei (ARIA)   | 5        |
| UK Singles (Official Charts Company) | 40       |

| Lista (2014)                         | Helyezés |
| ------------------------------------ | -------- |
| Ausztrália (ARIA)                    | 6        |
| Ausztria (Ö3 Austria Top 40)         | 27       |
| Belgium (Ultratop Flanders)          | 43       |
| Belgium (Ultratop Wallonia)          | 5        |
| Kanada (Canadian Hot 100)            | 26       |
| Dánia (Tracklisten)                  | 15       |
| Franciaország (SNEP)                 | 3        |
| Németország (Official German Charts) | 43       |
| Magyarország (MAHASZ)                | 76       |
| Izrael (Media Forest)                | 3        |
| Olaszország (FIMI)                   | 15       |
| Hollandia (Single Top 100)           | 56       |
| Új-Zéland (Recorded Music NZ)        | 11       |
| Lengyelország (ZPAV)                 | 19       |
| Románia (Airplay 100)                | 25       |
| Oroszország Rádiós lista (TopHit)    | 30       |
| Spanyolország (PROMUSICAE)           | 13       |
| Svédország (Sverigetopplistan)       | 15       |
| Svájc (Schweizer Hitparade)          | 9        |
| Ukrajna Rádiós lista (TopHit)        | 20       |
| UK Singles (Official Charts Company) | 32       |
| US Billboard Hot 100                 | 25       |
| US Adult Top 40 (Billboard)          | 49       |
| US Hot Dance Club Songs (Billboard)  | 9        |
| US Pop Songs (Billboard)             | 43       |
| Lista (2015)                         | Helyezés |
| Ausztrália (ARIA)                    | 94       |
| Belgium (Ultratop 50 Wallonia)       | 38       |
| Kanada (Canadian Hot 100)            | 62       |
| Független Államok Közössége (TopHit) | 43       |
| Dánia (Tracklisten)                  | 94       |
| Magyarország (MAHASZ)                | 44       |
| Olaszország (FIMI)                   | 31       |
| Oroszország Rádiós lista (TopHit)    | 45       |
| Spanyolország (PROMUSICAE)           | 37       |
| Svédország (Sverigetopplistan)       | 73       |
| Svájc (Schweizer Hitparade)          | 48       |
| Ukrajna Rádiós lista (TopHit)        | 37       |
| UK Singles (Official Charts Company) | 42       |
| US Billboard Hot 100                 | 90       |
| Lista (2016)                         | Helyezés |
| Magyarország (MAHASZ)                | 73       |
| Dél-Koreai Nemzetközi dalok (Gaon)   | 100      |
| UK Singles (Official Charts Company) | 81       |
| Lista (2019)                         | Helyezés |
| Dél-Korea (Gaon)                     | 189      |

## Minősítések és eladási adatok
| Régió | Minősítés  | Eladott példányszám |
| --- | ---------- | ------------------- |
| Ausztrália (ARIA) | 5× platina | 350 000^            |
| Ausztria (IFPI Austria) | arany      | 15 000*             |
| Belgium (BEA) | 2× platina | 60 000*             |
| Kanada (Music Canada) | 3× platina | 240 000*            |
| Dánia (IFPI Denmark) | 3× platina | 270 000‡            |
| Franciaország (SNEP) | gyémánt    | 233 333‡            |
| Németország (BVMI) | platina    | 300 000‡            |
| Olaszország (FIMI) | 5× platina | 250 000‡            |
| Mexikó (AMPROFON) | 2× gyémánt | 600 000‡            |
| Új-Zéland (RMNZ) | 2× platina | 30 000*             |
| Norvégia (IFPI Norway) | 5× platina | 50 000‡             |
| Dél-Korea (KMCA) |            | 2,500,000           |
| Spanyolország (PROMUSICAE) | 3× platina | 120 000‡            |
| Svédország (GLF) | 4× platina | 160 000‡            |
| Svájc(IFPI Switzerland) | platina    | 30 000^             |
| Egyesült Királyság (BPI) | 5× platina | 3 000 000‡          |
| Egyesült Államok (RIAA) | gyémánt    | 10 000 000‡         |
| Streaming |            |                     |
| Dánia (IFPI Denmark) | 2× platina | 5 200 000†          |
| Spanyolország (PROMUSICAE) | platina    | 8 000 000†          |
| * Eladási példányszámok kizárólag a minősítés alapján. ^ Kiszállítási példányszámok kizárólag a minősítés alapján. ‡ Eladási+streaming példányszámok kizárólag a minősítés alapján. † Csak streaming számok kizárólag a minősítés alapján. |            |                     |

## Megjelenési történet
| Régió              | Megjelenés ideje  | Formátum               | Kiadó             | For.    |
| ------------------ | ----------------- | ---------------------- | ----------------- | ------- |
| Belgium            | 2014. március 17. | Digitális letöltés     | Monkey Puzzle RCA | [ 176 ] |
| Brazília           | 2014. március 17. | Digitális letöltés     | Monkey Puzzle RCA | [ 177 ] |
| Franciaország      | 2014. március 17. | Digitális letöltés     | Monkey Puzzle RCA | [ 178 ] |
| Norvégia           | 2014. március 17. | Digitális letöltés     | Monkey Puzzle RCA | [ 179 ] |
| Portugália         | 2014. március 17. | Digitális letöltés     | Monkey Puzzle RCA | [ 180 ] |
| Spanyolország      | 2014. március 17. | Digitális letöltés     | Monkey Puzzle RCA | [ 181 ] |
| Svédország         | 2014. március 17. | Digitális letöltés     | Monkey Puzzle RCA | [ 182 ] |
| Egyesült Államok   | 2014. március 17. | Digitális letöltés     | Monkey Puzzle RCA | [ 9 ]   |
| Ausztrália         | 2014. március 18. | Digitális letöltés     | Inertia           | [ 183 ] |
| Egyesült Királyság | 2014. június 29.  | Digitális letöltés     | Monkey Puzzle RCA | [ 10 ]  |
| Egyesült Államok   | 2014. június 30.  | Hot adult contemporary | RCA               | [ 11 ]  |
| Belgium            | 2014. július 22.  | Digital remixes EP     | Monkey Puzzle RCA | [ 184 ] |
| Brazília           | 2014. július 22.  | Digital remixes EP     | Monkey Puzzle RCA | [ 185 ] |
| Kanada             | 2014. július 22.  | Digital remixes EP     | Monkey Puzzle RCA | [ 186 ] |
| Németország        | 2014. július 22.  | Digital remixes EP     | Monkey Puzzle RCA | [ 82 ]  |
| Norvégia           | 2014. július 22.  | Digital remixes EP     | Monkey Puzzle RCA | [ 187 ] |
| Svájc              | 2014. július 22.  | Digital remixes EP     | Monkey Puzzle RCA | [ 188 ] |
| Egyesült Államok   | 2014. július 22.  | Digital remixes EP     | Monkey Puzzle RCA | [ 189 ] |
| Ausztrália         | 2014. július 25.  | Digital remixes EP     | Inertia           | [ 190 ] |
| Új-Zéland          | 2014. július 25.  | Digital remixes EP     | Inertia           | [ 191 ] |
| Olaszország        | 2014. július 25.  | Contemporary hit radio | Monkey Puzzle     | [ 192 ] |

## Lásd még
- 2014 100 legnagyobb slágere

## Fordítás
Ez a szócikk részben vagy egészben  a   Chandelier (song) című angol Wikipédia-szócikk fordításán alapul.  Az eredeti cikk szerkesztőit annak laptörténete sorolja fel. Ez a jelzés csupán a megfogalmazás eredetét és a szerzői jogokat jelzi, nem szolgál a cikkben szereplő információk forrásmegjelöléseként.

## Külső linkek
- "Chandelier" videóklip. YouTube
- "Chandelier" audio. YouTube
- Chandelier az Internet Movie Database oldalon (angolul)
- A Chandelier dalszövege